# Sendawar (Kikim Timur)
Sendawar is een bestuurslaag in het regentschap Lahat van de provincie Zuid-Sumatra, Indonesië. Sendawar telt 314 inwoners (volkstelling 2010).